# Сталинград (книга Энтони Бивора)
«Сталинград» — научно-популярное исследование британского историка Энтони Бивора, посвящённое битве в Сталинграде и его окрестностях во время Второй мировой войны, а также о событиях, предшествовавших ей. В 1999 году книга завоевала первую премию Сэмюэля Джонсона, историческую премию Вольфсона и премию Готорндена по литературе.

## Содержание
Книга начинается с хронологическим обзором, начиная с операции «Барбаросса» — нападения Германии на Советский Союз в июне 1941 года, и последующего продвижения войск Германии и союзников вглубь советской территории. Основное внимание в книге уделено непосредственно Сталинградской битве, от летнего немецкого наступления до операции «Уран» и окончательной победы Красной Армии в битве. В книге подробно описываются ход сражения и военные преступления, совершённые обеими сторонами.
Впервые опубликовано издательством Viking Press в 1998 году. Позднее книга была переведена на 18 языков.
Кит Лоу в обзоре для «The Telegraph» отметил, что «Сталинград» изменил как репутацию Бивора, так и репутацию военной истории, превратив историческое исследование из произведения, доступного только «отставным полковникам и кабинетным фантазёрам», в «изящную, привлекающую внимание работу», навсегда вошедшую в списки бестселлеров. Лоу писал, что «„Сталинград“ так свеж благодаря сочетанию академической строгости с чувствительностью рассказчика. Хотя автор не упускал из виду общую картину сражения, его истинное мастерство заключалось в описании деталей того, как она выглядела с точки зрения простых солдат». По словам Лоу, именно ритм повествования и эмоциональная насыщенность сделали книгу удивительно увлекательной и почти романной по стилю.
Ричард Бернстайн в «The New York Times» писал, что «колоссальный масштаб Сталинграда, мания величия, полная нелепость, абсолютный размах бойни, которую многие военные историки считают поворотным моментом войны, прекрасно переданы». Он приходит к выводу, что «Сталинград» — это «фантастическая и отрезвляющая история, и она была полностью и авторитетно рассказана в книге господина Бивора».
«Сталинград» получил первую премию Сэмюэля Джонсона, премию Вольфсона по истории и премию Готорндена по литературе в 1999 году.
В 2018 году русский перевод книги был запрещен украинскими властями. Бивор сказал, что он был «ошеломлен» решением запретить импорт 30 000 экземпляров книги. Запрет был вызван принятым в 2016 году законом, который запрещает импорт книг из России, если они содержат «антиукраинское» содержание. Харьковская правозащитная группа назвала запрет «непонятным».